# Блом, Ренс
Ренс Блом (нидерл. Rens Blom, род. 1 марта 1977 года) — нидерландский легкоатлет, специализирующийся в прыжках с шестом. Чемпион мира 2005 года. Участник двух Олимпиад (2000, 2004). Семикратный чемпион Нидерландов (2001—2005, 2007, 2008). Шестикратный чемпион Нидерландов в помещении (1998, 2000, 2003—2005, 2007).

## Биография
Дебютировал на международной арене в 1995 году. Спустя 10 лет единственный раз в карьере выиграл чемпионат мира. За это достижение он был назначен рыцарем Ордена Оранских-Нассау. С 2004 по 2017 год владел национальным рекордов Нидерландов в прыжках с шестом.